# La Vilaclosa (Mollerussa)
El carrer La Vilaclosa és un conjunt monumental del municipi de Mollerussa (Pla d'Urgell) inclòs en l'Inventari del Patrimoni Arquitectònic de Catalunya.

## Descripció
El carrer de la Vilaclosa, que com el seu nom indica era la part tancada del nucli medieval, guarda l'estructura dels carrers d'aquesta època, tot sent la part més antiga conservada a Mollerussa. El carreró és estret i llarg, mancat d'il·luminació natural a causa de l'alçària de les cases. Destaca el joc de línies horitzontals dels habitatges, que es contraposa al sentit marcadament vertical que comporta l'alçària dels pisos.
Aquest carrer està ubicat a la part més antiga de la població, delimitada pels carrers de Balmes, de la Mare de Déu de Montserrat i la plaça de Manuel Bertran.

## Història
La primera menció escrita que consta de Mollerussa és de l'any 1079. Va pertànyer, primer a la casa d'Anglesola, fins al 1200 (aproximadament). Després va passar a diferents famílies: els Sassala, els Montsuar, els Olzinelles, etc. Va pertànyer a la vegueria de Tàrrega.
El carrer de la Vilaclosa fa suposar l'existència d'una població emmurallada, però no en resta cap senyal. F. Rebolledo comenta que l'any 1979 s'hi descobriren dos arcs apuntats de pedra treballada a enderrocar una de les cases, els quals varen ser cegats per una paret de totxana. La data probable d'aquests elements remunten la vila closa als segles XIII-XIV.
M. Polo diu que el 1894 s'acordà enderrocar els darrers vestigis de muralla, concretament el portal de la plaça. En una fotografia de la "Gran Geografia General de Catalunya", dirigida per F. Carreras i Candi (volum dedicat a Lleida), es veu la Plaça Major amb la Casa de pedra al fons; a prop s'hi veuen uns contraforts que es podrien relacionar amb algun portal de la vila closa.
L'estat de conservació dels edificis, així com de l'entorn, va millorar notablement des del 1989. S'hi van restaurar algunes façanes, tot i que algun edifici fou enderrocat i construït de nou.